# Karl Bernard
Karl Bernard (* 8. April 1890 in Berlin; † 15. Januar 1972 in Frankfurt am Main) war während der Weimarer Republik Ministerialbeamter und während der Zeit des Nationalsozialismus im privaten Bankensektor tätig. Nach dem Zweiten Weltkrieg war er an der Vorbereitung der Währungsreform beteiligt. Ab 1948 war er Vorsitzender des Zentralbankrates der Bank deutscher Länder. 

## Leben
Bernard studierte nach dem Abschluss des Gymnasiums Rechts-, Staats- und Wirtschaftswissenschaften in Paris, Freiburg im Breisgau, München, Berlin und Halle an der Saale. 
Ab 1920 arbeitete er als Richter am Reichswirtschaftsgericht und war an der Bearbeitung des Kriegsschadensgesetzes beteiligt. 
1923 wurde er Reichswirtschaftsgerichtsrat. 
Ab dem Jahr 1929 war Bernard im Reichswirtschaftsministerium und später im preußischen Wirtschaftsministerium ab 1931 im Range eines Ministerialrates tätig. Stark beteiligt war er an den Gesetzen anlässlich der Bankenkrise von 1931. Auch am Banknotengesetz war Bernard beteiligt. Als Generalreferent seines Ministeriums war er maßgeblich an der Vorbereitung einer Aktienreform beteiligt. 
In der Zeit des Nationalsozialismus wurde Bernard aus politischen Gründen im Jahr 1935 entlassen. Ab 1936 war er Vorstandsmitglied der Frankfurter Hypothekenbank. In dieser Funktion blieb er bis 1948.
Nach dem Ende des Zweiten Weltkrieges war Bernard zudem Mitglied der Sonderstelle Geld und Kredit im Bizonen-Wirtschaftsrat. Er war Vorsitzender der deutschen Expertenkommission, die die Währungsreform von 1948 unter Leitung des US-Ökonomen Edward A. Tenenbaum vorbereitete.
Nach der Gründung der Bank deutsche Länder (1. März 1948) wurde Bernard am 5. Mai 1948 zum Vorsitzenden des Zentralbankrates gewählt neben Wilhelm Vocke, der ab dem 20. Mai 1948 Präsident des Direktoriums der Bank deutscher Länder war. Bernard war maßgeblich an Entwicklung der Deutschen Mark zu einer stabilen Währung beteiligt. 
Nach der Umwandlung der Bank deutscher Länder in die Bundesbank zum 1. August 1957 nahm Bernard noch bis zum Jahresende 1957 die Aufgaben des Präsidenten der Bundesbank wahr. Auch Vocke blieb noch bis zum Jahresende kommissarisch im Amt, weil der von der damaligen Bundesregierung designierte Bundesbank-Präsident Karl Blessing (1900–1971) sein Amt erst zum 1. Januar 1958 antreten konnte.  
Zu diesem Termin gingen Bernard und Vocke in den Ruhestand. 
Bernard war danach Stiftungskommissar der Carl-Zeiss-Stiftung sowie Mitglied des Prüfungsausschusses der Europäischen Investitionsbank.
Die Universität Frankfurt verlieh Bernard 1954 die Ehrendoktorwürde (Dr. jur. h. c.). Für seine Verdienste wurde er 1955 mit dem Großen Bundesverdienstkreuz mit Stern und Schulterband und 1957 mit dem Großkreuz des Verdienstordens der Bundesrepublik Deutschland geehrt.